# Werner Dollinger
Werner Dollinger (ur. 10 października 1918 w Neustadt an der Aisch, zm. 3 stycznia 2008 tamże) – niemiecki polityk, przedsiębiorca i samorządowiec, członek bawarskiej Unii Chrześcijańsko-Społecznej, minister w kilku rządach federalnych, deputowany do Bundestagu.

## Życiorys
Po maturze kształcił się w zakresie ekonomii i nauk politycznych w szkole handlowej w Norymberdze, a także na Uniwersytecie Johanna Wolfganga Goethego we Frankfurcie nad Menem i na Uniwersytecie Technicznym w Monachium. Doktoryzował się w 1942. W latach 1943–1945 był żołnierzem Wehrmachtu. Po wojnie pracował w sektorze prywatnym, zarządzał rodzinnym przedsiębiorstwem. W 1948 został przewodniczącym izby przemysłowo-handlowej w Neustadt an der Aisch. Członek Kościoła Ewangelickiego w Niemczech, w latach 1971–1991 wchodził w skład Synodu EKD.
W 1945 współtworzył lokalne struktury Unia Chrześcijańsko-Społeczna. W latach 1946–1964 był radnym rodzinnej miejscowości, a od 1952 równocześnie radnym powiatowym. W latach 1953–1990 sprawował mandat posła do Bundestagu. Był członkiem władz krajowych CSU i jej wiceprzewodniczącym (1964–1987), pełnił m.in. funkcję przewodniczącego regionalnej grupy poselskiej. Był członkiem rządów federalnych, którymi kierowali Konrad Adenauer, Ludwig Erhard, Kurt Georg Kiesinger i Helmut Kohl. Pełnił funkcję ministra skarbu (1962–1966), ministra współpracy gospodarczej (1966), ministra poczty i telekomunikacji (1966–1969) oraz ministra transportu (1982–1987).